# Río Chotano
Der Río Chotano ist der 108 km lange rechte Quellfluss des Río Chamaya in den Provinzen Chota und Cutervo der Region Cajamarca in Nord-Peru.

## Flusslauf
Der Río Chotano entspringt im Südosten des Distrikts Chota in der peruanischen Westkordillere auf einer Höhe von etwa 2940 m. Der Río Chotano durchquert anfangs eine Hochebene in westnordwestlicher Richtung. Bei Flusskilometer 98 passiert er die am rechten Flussufer gelegene Provinzhauptstadt Chota. Ab Flusskilometer 90 wendet sich der Río Chotano nach Westen. Bei Flusskilometer 84 liegt die Kleinstadt Lajas am linken Flussufer. Anschließend fließt der Río Chotano in Richtung Westnordwest. Bei Flusskilometer 78 befindet sich ein Wehr (⊙) am Flusslauf. Dort wird ein Teil des Flusswassers auf der linken Uferseite abgeleitet. Bei Flusskilometer 60 passiert der Fluss die am linken Flussufer gelegene Kleinstadt Cochabamba. Auf seinen unteren 60 Kilometern fließt der Río Chotano in Richtung Nordnordwest. Im Unterlauf nimmt er die größeren Nebenflüsse Río Ingueryacu und Quebrada El Sauce von links auf. Schließlich trifft der Río Chotano auf den von Westen kommenden Río Huancabamba, mit dem er sich zum Río Chamaya vereinigt.

## Einzugsgebiet
Das Einzugsgebiet des Río Chotano besitzt eine Fläche von 1882 km². Es liegt auf der Ostseite der peruanischen Westkordillere. Im Westen trennt die kontinentale Wasserscheide das Einzugsgebiet des Río Chotano von den Zuflüssen des Pazifischen Ozeans. Im Osten grenzt das Einzugsgebiet des Río Chotano an das des Río Chilac, im Nordosten an das des Río Llaucano, im Süden und im Westen an das des Río Chancay sowie im Nordwesten an das des Río La Leche.

## Chotano-Tunnel
Der Chotano-Tunnel (Túnel Chotano) ist Teil eines Wasserumleitungsprojektes. Der Tunneleingang (⊙) befindet sich 5,7 km westnordwestlich von Lajas. Das Wasser des oberen Einzugsgebietes des Río Chotano mit einer Fläche von 391 km² wird zum Flusssystem des Río Chancay umgeleitet. Der Tunnelausgang (⊙) befindet sich 5,7 km östlich von Chancaybaños. Der Tunnel besitzt eine Länge von 4766 m, eine Querschnittsfläche von 9,7 m² sowie eine maximale Durchflusskapazität von etwa 31 m³/s. Im Jahr werden gewöhnlich 230 Millionen Kubikmeter Wasser nach Westen umgeleitet. Dort dient es der Bewässerung landwirtschaftlicher Anbauflächen an der regenarmen Pazifikküste sowie der Trinkwasserversorgung der dortigen Ballungsräume. Zusätzlich wird im Wasserkraftwerk Carhuaquero Strom gewonnen.

## Conchano-Tunnel
Der obere Einzugsgebiet des Río Chotano erhält zusätzlich Wasser vom Río Conchano, das ihm über den 4213 m langen Conchano-Tunnel (Túnel Conchano) zugeführt wird. Der Tunnel besitzt einen Durchmesser von 2,5 m, eine Durchflussleistung von 13 m³/s sowie einem Jahresdurchfluss von 90 Mio. m³. Das Wasser des Río Conchano wird oberhalb des Distriktverwaltungszentrums Conchán abgeleitet (⊙) und erreicht 7 km nördlich von Chota wieder die Erdoberfläche (⊙). Es speist den Río Doña Ana, einen rechten Nebenfluss des Río Chotano.